# 白井泰四郎
白井 泰四郎（しらい たいしろう、1919年1月1日- 2014年）は、労働問題研究者翻訳家。

## 略歴
鎌倉市生まれ。1944年東京帝国大学経済学部卒。日本労働協会主任研究員、法政大学経営学部教授、90年定年退任、名誉教授となった。城浩一の筆名をもち、アメリカ文学の翻訳もした。

## 著書
- 『労働組合の財政』日本評論社 1964
- 『労働組合幹部論』日本労働協会(JIL文庫)　1966
- 『企業別組合』1968 (中公新書)
- 『労使関係論』日本労働協会 (テキスト双書) 1980
- 『現代日本の労務管理』東洋経済新報社 1982

### 共編著
- 『講座労働経済 第3 日本の労働組合』日本評論社 1967
- 『労働組合読本』花見忠、神代和欣共著 東洋経済新報社 1977

### 翻訳
- モーリス・コーンフォース『弁証法的唯物論 第2巻 史的唯物論』小松摂郎共訳 理論社 1954
- ヒューレット・ジョンソン『新ソヴェト紀行 キリスト教司教の見た“ソヴェトの成果"』理論社 1954
- アースキン・コールドウェル『南部かたぎ』ダヴィッド社 1954
- ハワード・ファスト『平凡な教師 サイラス・ティンバマン』理論社 1955
- デレック・カートゥン『起ち上るアフリカ 帝国主義をゆるがすもの』理論社 1955
- ウォルター・アダムス『アメリカの産業構造』時事通信社 1957
- E.コールドウェル『ジョージア・ボーイ』城浩一訳 筑摩書房 1969